# Chasse
「Chasse」（シャッセ）は、2007年11月21日に発売された詩月カオリのメジャーデビュー後の2作目のシングル。
初回限定盤（「Chasse」のPV収録のDVD付）と通常盤の同時発売である。

## 収録曲
1. Chasse [3:46]
作詞：KOTOKO／作曲：高瀬一矢／編曲：中沢伴行、井内舞子
  - テレビアニメ『ハヤテのごとく!』第3クール・エンディングテーマ
2. Change of heart [5:13]
作詞：詩月カオリ／作曲・編曲：井内舞子
3. Chasse（Instrumental） [3:46]
4. Change of heart（Instrumental） [5:12]